# Joan Caulfield
Joan Caulfield (ur. 1 czerwca 1922, zm. 18 czerwca 1991) – amerykańska aktorka i modelka. Zmarła na raka.

## Filmografia
seriale
- 1950: Robert Montgomery Presents
- 1952: The Ford Television Theatre
- 1960: My Three Sons jako Florence
- 1967: The High Chaparral jako Annalee Cannon

film
- 1946: Monsieur Beaucaire jako Mimi
- 1947: Morderca poza podejrzeniem jako Matilda Frazier
- 1950: The Petty Girl jako Prof. Victoria Braymore
- 1963: Cattle King jako Sharleen Travers
- 1968: Buckskin jako Nora Johnson

## Wyróżnienia
Posiada swoją gwiazdę na Hollywoodzkiej Alei Gwiazd.